# Sevara Rejemetova
Sevara Rejemetova (født 1. januar 1994) er en kasakhstansk håndboldspiller for Kazygurt Handball og det kasakhstanske landshold .
Hun repræsenterede Kasakhstan ved verdensmesterskabet i håndbold for kvinder i 2019.